# 阿拉什-拉弗拉斯
阿拉什-拉弗拉斯（法語：Arâches-la-Frasse，法語發音：[aʁaʃ la fʁas]）是法国上萨瓦省博讷维尔区的一个市镇，位于该省中东部偏北，克吕斯市区东部的山上，因境内多处滑雪场而闻名。

## 历史
该市镇于1973年由原市镇阿拉什（Arâches）和拉弗拉斯（La Frasse）合并而成。

## 地理
阿拉什-拉弗拉斯（46°2'36"N, 6°37'53"E）面积37.69 平方千米，位于法国奥弗涅-罗讷-阿尔卑斯大区上萨瓦省，该省份为法国东部省份，历史上为薩伏依的一部分，北与瑞士接壤，西接安省，南至萨瓦省，东与瑞士和意大利接壤。
与阿拉什-拉弗拉斯接壤的市镇（或旧市镇、城区）包括：克吕斯、马格朗、莫里永、圣西吉斯蒙、萨莫安、锡克斯特-费尔阿舍瓦勒。
阿拉什-拉弗拉斯的时区为UTC+01:00、UTC+02:00（夏令时）。

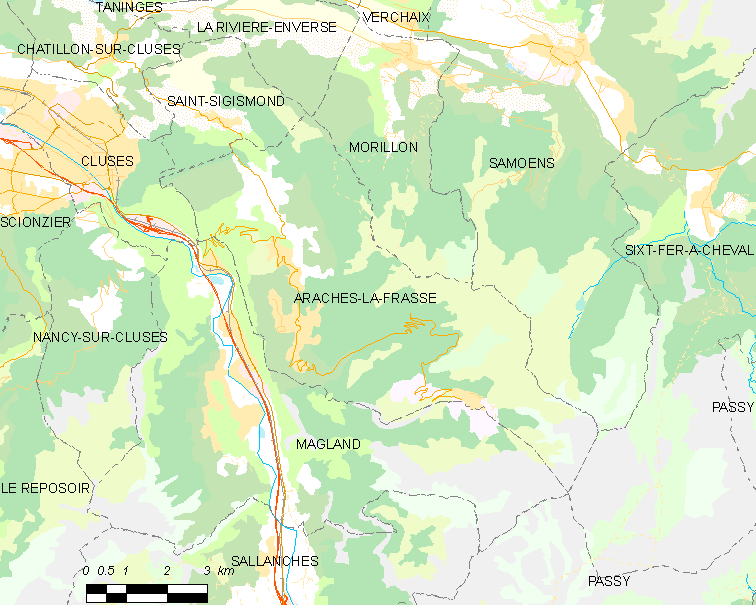
阿拉什-拉弗拉斯的OSM定位图

## 行政
阿拉什-拉弗拉斯的邮政编码为74300，INSEE市镇编码为74014。

## 政治
阿拉什-拉弗拉斯所属的省级选区为萨朗什县。

## 交通
上萨瓦省省道D6线和D106线经过阿拉什-拉弗拉斯境内。

## 人口

1962-2008年间阿拉什-拉弗拉斯人口变化图示

阿拉什-拉弗拉斯于2022年1月1日时的人口数量为1777人。